# エヴリン・ボスコーエン (第7代ファルマス子爵)

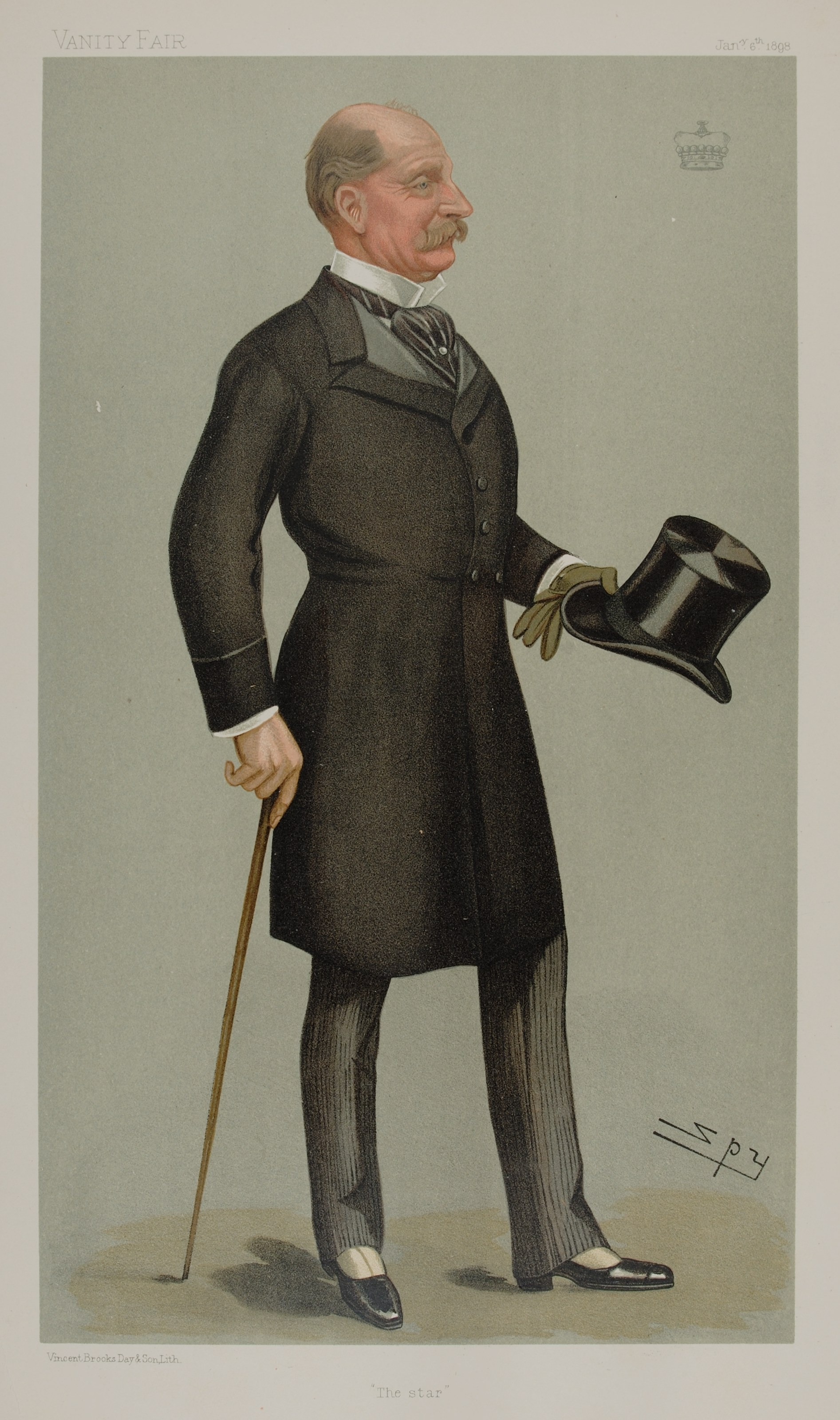
『バニティ・フェア』1898年1月6日号におけるカリカチュア、レスリー・ウォード画。

第7代ファルマス子爵エヴリン・エドワード・トマス・ボスコーエン（Evelyn Edward Thomas Boscawen, 7th Viscount Falmouth KCVO CB、1847年7月24日 – 1918年10月1日）は、イギリスの貴族、イギリス陸軍の軍人。イギリス・エジプト戦争、ナイル遠征に参戦し、最終階級は陸軍少将。

## 生涯
第6代ファルマス子爵エヴリン・ボスコーエンと第13代ル・ディスペンサー女男爵メアリー・ボスコーエンの長男として、1847年7月24日に生まれ、ケント州メリワースで洗礼を受けた。1861年から1866年までイートン・カレッジで教育を受けた後、1866年7月22日にコールドストリームガーズの連隊少尉および陸軍中尉への辞令を購入してイギリス陸軍に入り、1870年3月5日に連隊中尉および陸軍大尉への辞令を購入して昇進、1878年2月16日に連隊大尉および陸軍中佐に昇進した。
1882年のイギリス・エジプト戦争ではテル・エル＝ケビールの戦いに参戦してエジプト・メダルと4等オスマン勲章を授与され、同年11月17日にオスマン勲章の佩用允許を与えられた。1883年9月19日に連隊副官（Regimental Adjutant）に任命された後、1884年から1885年にかけてのナイル遠征でアブクレイの戦い、アブクルーの戦いに参戦して、殊勲者公式報告書に名前が載った。1885年8月25日にバス勲章コンパニオンを授与され、1886年2月27日に陸軍大佐に昇進した。
20代のときはクリケット選手であり、1869年にコールドストリームガーズ第1大隊のチームに入り、1870年にメリルボーン・クリケット・クラブに入った。
1889年11月6日に父が死去すると、ファルマス子爵位を継承した。1891年11月20日に母が死去すると、ル・ディスペンサー男爵位を継承した。政治では自由統一党に属した。
1897年6月30日にロイヤル・ヴィクトリア勲章メンバーを授与され、1898年5月18日に少将に昇進した後、1902年8月9日に軍務から引退した。
ケント州の治安判事を務めたほか、1900年1月8日にケント州の副統監に任命され、3月19日にコーンウォールの副統監に任命された。1905年11月9日、ロイヤル・ヴィクトリア勲章ナイト・コマンダーを授与された。
1911年2月7日にスタナリ副長官（Deputy Warden of the Stannaries）に任命され、1915年2月10日に名誉職であるコールドストリームガーズ隊長に任命された。
1918年10月1日に死去、5日にメリワースで埋葬された。息子エヴリン・ヒュー・ジョンが爵位を継承した。

## 家族
1886年10月19日、キャスリーン・ダグラス＝ペナント（Kathleen Douglas-Pennant、1861年6月2日 – 1953年12月29日、第2代ペンリン男爵ジョージ・ダグラス＝ペナントの娘）と結婚、4男1女をもうけた。
- エヴリン・ヒュー・ジョン（1887年8月5日 – 1962年2月18日） - 第8代ファルマス子爵[1][21]
- ジョージ・エドワード（1888年12月6日 – 1918年6月6日） - 陸軍軍人、第一次世界大戦で戦死[15]
- ヴィアー・ダグラス（1890年8月3日 – 1914年10月29日） - 第一次イーペルの戦い（英語版）で戦死[15]
- マイルドメイ・トマス（1892年2月5日 – 1958年11月13日） - 陸軍軍人、第一次世界大戦に参戦。生涯未婚[22]
- キャスリーン・パメラ・メアリー・コロナ（Kathleen Pamela Mary Corona、1902年4月29日 – 1995年6月25日[22]） - 芸名パメラ・カーム（Pamela Carme）で女優になり、1937年4月22日に劇場興行主ヘンリー・シェレック（英語版）（1900年4月23日 – 1967年9月23日）と結婚[23]